# PBA-seizoen 2011/12
Het PBA seizoen 2010/11 was het 37e seizoen van de Filipijnse professionele basketbalcompetitie PBA. Het seizoen dat begon op 2 oktober 2011 en zal duurde tot 5 augustus 2012, bestond uit drie afzonderlijke competities. De Philippine Cup werd gewonnen door de Talk 'N Text Tropang Texters en de Commissioner's Cup ging naar de B-Meg Llamados. De Governors Cup werd gewonnen door Rain or Shine.
De PBA draft van 2011 werd gehouden op 6 augustus 2011 en hier werd JV Casio als eerste gekozen door Powerade Tigers. 

## Philippine Cup
De wedstrijden om de Philippine Cup van 2011/2012 vonden plaats van 2 oktober 2011 tot en met 29 januari 2012. In de finale werden de Powerade Tigers met 4-1 verslagen door de Talk 'N Text Tropang Texters. Gary David van Powerade werd tot beste speler van de competitie uitgeroepen en Larry Fonacier van Talk 'N Text tot meest waardevolle speler (MVP) van de finalewedstrijden.

### Elimininatieronden
| #  | Team                          | W  | V  | %     | Tie |
| -- | ----------------------------- | -- | -- | ----- | --- |
| 1  | B-Meg Llamados                | 10 | 4  | .714  | +8  |
| 2  | Talk 'N Text Tropang Texters  | 10 | 4  | .714  | -8  |
| 3  | Petron Blaze Boosters         | 9  | 5  | .643  | +8  |
| 4  | Barangay Ginebra Kings        | 9  | 5  | .643  | +1  |
| 5  | Rain or Shine Elasto Painters | 9  | 5  | .643  | -9  |
| 6  | Meralco Bolts                 | 8  | 6  | .571  |     |
| 7  | Barako Bull Energy            | 6  | 8  | 0.429 | +35 |
| 8  | Powerade Tigers               | 6  | 8  | .429  | -35 |
| 9  | Alaska Aces                   | 3  | 11 | 0.214 |     |
| 10 | Shopinas.com Clickers         | 0  | 14 | 0.000 |     |

### Playoffs
|  | kwartfinale | kwartfinale        | kwartfinale   |              |                  | halve finale (best of 7) | halve finale (best of 7) | halve finale (best of 7) |  |  | finale (best of 7) | finale (best of 7) | finale (best of 7) |
|  |             |                    |               |              |                  |                          |                          |                          |  |  |                    |                    |                    |
|  | 1           | B-Meg              | 0             |              |                  |                          |                          |                          |  |  |                    |                    |                    |
|  | 8           | Powerade           | 2             |              |                  |                          |                          |                          |  |  |                    |                    |                    |
|  | 8           | Powerade           | 2             |              | 8                | Powerade                 | 4                        |                          |  |  |                    |                    |                    |
|  |             |                    |               |              | 8                | Powerade                 | 4                        |                          |  |  |                    |                    |                    |
|  |             | 5                  | Rain or Shine | 3            |                  |                          |                          |                          |  |  |                    |                    |                    |
|  | 4           | 5                  | Rain or Shine | 3            | Barangay Ginebra | 0                        |                          |                          |  |  |                    |                    |                    |
|  | 4           |                    |               |              | Barangay Ginebra | 0                        |                          |                          |  |  |                    |                    |                    |
|  | 5           | Rain or Shine      | 2             |              |                  |                          |                          |                          |  |  |                    |                    |                    |
|  |             |                    |               |              |                  |                          |                          |                          |  |  | 8                  | Powerade           | 1                  |
|  |             |                    | 2             | Talk 'N Text | 4                |                          |                          |                          |  |  |                    |                    |                    |
|  | 2           | Talk 'N Text       | 1             |              |                  |                          |                          |                          |  |  |                    |                    |                    |
|  | 7           | Barako Bull Energy | 0             |              |                  |                          |                          |                          |  |  |                    |                    |                    |
|  | 7           | Barako Bull Energy | 0             |              | 2                | Talk 'N Text             | 4                        |                          |  |  |                    |                    |                    |
|  |             |                    |               |              | 2                | Talk 'N Text             | 4                        |                          |  |  |                    |                    |                    |
|  |             | 3                  | Petron Blaze  | 2            |                  |                          |                          |                          |  |  |                    |                    |                    |
|  | 3           | 3                  | Petron Blaze  | 2            | Petron Blaze     | 2                        |                          |                          |  |  |                    |                    |                    |
|  | 3           |                    |               |              | Petron Blaze     | 2                        |                          |                          |  |  |                    |                    |                    |
|  | 6           | Meralco            | 0             |              |                  |                          |                          |                          |  |  |                    |                    |                    |

### Finale
| Team            | 1   | 2   | 3   | 4   | 5   | Eindstand |
| --------------- | --- | --- | --- | --- | --- | --------- |
| Talk 'N Text    | 116 | 102 | 133 | 97  | 110 | 4         |
| Powerade Tigers | 100 | 96  | 126 | 100 | 101 | 1         |

## Commissioner's Cup
De wedstrijden om de Commissioner's Cup van 2012 vonden plaats van 10 februari 2011 tot en met 6 mei 2011. In de finale werden de Talk 'N Text Tropang Texters met 4-3 verslagen door de B-Meg Llamados. De laatste finalewedstrijd werd pas in overtime beslist. Het aantal toeschouwers van 21.046 bij die wedstrijd was een nieuw record voor het Smart Araneta Coliseum. Mark Caguioa van Barangay Ginebra Kings werd tot beste speler van de competitie uitgeroepen. James Yap van de B-Meg Llamados werd tot meest waardevolle speler (MVP) van de finalewedstrijden uitgeroepen en Denzell Bowles was de beste buitenlandse speler.

### Eliminatieronden
| #  | Team                          | W | V | %    | Tie |
| -- | ----------------------------- | - | - | ---- | --- |
| 1  | Talk 'N Text Tropang Texters  | 7 | 2 | .778 |     |
| 2  | Barangay Ginebra Kings        | 6 | 3 | .667 |     |
| 3  | B-Meg Llamados                | 6 | 3 | .667 |     |
| 4  | Alaska Aces                   | 5 | 4 | .556 |     |
| 5  | Barako Bull Energy            | 4 | 5 | .444 |     |
| 6  | Meralco Bolts                 | 4 | 5 | .444 |     |
| 7  | Powerade Tigers               | 4 | 5 | .444 |     |
| 8  | Rain or Shine Elasto Painters | 3 | 6 | .333 |     |
| 9  | Petron Blaze Boosters         | 3 | 6 | .333 |     |
| 10 | Air21 Express                 | 3 | 6 | .333 |     |

### Playoffs
|  | kwartfinale (best of 3) | kwartfinale (best of 3) | kwartfinale (best of 3) |       |        | halve finale (best of 5) | halve finale (best of 5) | halve finale (best of 5) |  |  | finale (best of 7) | finale (best of 7) | finale (best of 7) |
|  |                         |                         |                         |       |        |                          |                          |                          |  |  |                    |                    |                    |
|  | 1                       | Talk 'N Text            |                         |       |        |                          |                          |                          |  |  |                    |                    |                    |
|  |                         | direct naar 1/2F        |                         |       |        |                          |                          |                          |  |  |                    |                    |                    |
|  |                         | 1                       | Talk 'N Text            | 3     |        |                          |                          |                          |  |  |                    |                    |                    |
|  |                         |                         |                         | 3     |        |                          |                          |                          |  |  |                    |                    |                    |
|  |                         | 5                       | Barako Bull             | 2     |        |                          |                          |                          |  |  |                    |                    |                    |
|  | 4                       | 5                       | Barako Bull             | 2     | Alaska | 1                        |                          |                          |  |  |                    |                    |                    |
|  | 4                       |                         |                         |       | Alaska | 1                        |                          |                          |  |  |                    |                    |                    |
|  | 5                       | Barako Bull             | 2                       |       |        |                          |                          |                          |  |  |                    |                    |                    |
|  |                         |                         |                         |       |        |                          |                          |                          |  |  | 1                  | Talk 'N Text       | 3                  |
|  |                         |                         | 3                       | B-Meg | 4      |                          |                          |                          |  |  |                    |                    |                    |
|  | 2                       | Barangay Ginebra        |                         |       |        |                          |                          |                          |  |  |                    |                    |                    |
|  |                         | direct naar 1/2F        |                         |       |        |                          |                          |                          |  |  |                    |                    |                    |
|  |                         | 2                       | Barangay Ginebra        | 1     |        |                          |                          |                          |  |  |                    |                    |                    |
|  |                         |                         |                         | 1     |        |                          |                          |                          |  |  |                    |                    |                    |
|  |                         | 3                       | B-Meg                   | 3     |        |                          |                          |                          |  |  |                    |                    |                    |
|  | 3                       | 3                       | B-Meg                   | 3     | B-Meg  | 2                        |                          |                          |  |  |                    |                    |                    |
|  | 3                       |                         |                         |       | B-Meg  | 2                        |                          |                          |  |  |                    |                    |                    |
|  | 6                       | Meralco                 | 1                       |       |        |                          |                          |                          |  |  |                    |                    |                    |

### Finale
| Team           | 1  | 2   | 3  | 4   | 5  | 6  | 7  | Eindstand |
| -------------- | -- | --- | -- | --- | -- | -- | -- | --------- |
| Talk 'N Text   | 82 | 104 | 87 | 100 | 66 | 92 | 84 | 3         |
| B-Meg Llamados | 88 | 102 | 91 | 85  | 82 | 82 | 90 | 3         |

## Governors Cup
De wedstrijden om de Governors Cup vonden plaats van 20 mei tot en met 5 augustus 2012. In de finale werden de B-Meg Llamados met 4-3 verslagen door de Rain or Shine Elasto Painters. Mark Caguioa van de Barangay Ginebra Kings werd tot beste speler van de competitie uitgeroepen. Jeffrei Chan en Jamelle Cornley van Rain or Shine waren respectievelijk meest waardevolle speler (MVP) van de finalewedstrijden en beste buitenlandse speler van de competitie.

### Elimininatieronden
| #  | Team                          | W | V | %    | Tie |
| -- | ----------------------------- | - | - | ---- | --- |
| 1  | Rain or Shine Elasto Painters | 8 | 1 | .889 |     |
| 2  | B-Meg Llamados                | 6 | 3 | .667 |     |
| 3  | Talk 'N Text Tropang Texters  | 5 | 4 | .555 | +18 |
| 4  | Barangay Ginebra Kings        | 5 | 4 | .555 | 0   |
| 5  | Petron Blaze Boosters         | 5 | 4 | .555 | -18 |
| 6  | Meralco Bolts                 | 4 | 5 | .444 | +11 |
| 7  | Powerade Tigers               | 4 | 5 | .444 | +8  |
| 8  | Barako Bull Energy            | 4 | 5 | .444 | -18 |
| 9  | Alaska Aces                   | 2 | 7 | .222 | +30 |
| 10 | Air21 Express                 | 2 | 7 | .222 | -30 |

### Halve finales
| # | Team                   | Halve finales | Halve finales | Cumulatief | Cumulatief | Cumulatief | Cumulatief |
| # | Team                   | W             | V             | W          | V          | %          | Tie        |
| - | ---------------------- | ------------- | ------------- | ---------- | ---------- | ---------- | ---------- |
| 1 | Rain or Shine          | 2             | 3             | 10         | 4          | .692       |            |
| 2 | B-Meg Llamados         | 3             | 2             | 9          | 5          | .643       | +20        |
| 3 | Barangay Ginebra Kings | 4             | 1             | 8          | 5          | .643       | -20        |
| 4 | Talk 'N Text           | 3             | 2             | 8          | 6          | .571       |            |
| 5 | Petron Blaze Boosters  | 1             | 4             | 6          | 8          | .429       | +12        |
| 6 | Meralco Bolts          | 2             | 3             | 6          | 8          | .429       | -12        |

### Finale
| Team          | 1  | 2  | 3  | 4  | 5  | 6  | 7  | Eindstand |
| ------------- | -- | -- | -- | -- | -- | -- | -- | --------- |
| Rain or Shine | 91 | 80 | 93 | 94 | 81 | 81 | 83 | 4         |
| B-Meg         | 80 | 85 | 84 | 89 | 91 | 97 | 76 | 3         |

## Individuele prijzen
Aan het einde van het seizoen werden de volgende individuele prijzen uitgedeeld:
- Meest waardevolle speler (MVP): Mark Caguioa (Barangay Ginebra)
- Rookie van het jaar: Paul Lee (Rain or Shine)
- Meest verbeterde speler (Most Improved Player): Jeffrei Chan (Rain or Shine)
- Sportiviteitsprijs: JV Casio (Powerade)
- First Mythical Team:
  - Mark Caguioa (Barangay Ginebra)
  - Gary David (Powerade)
  - Ranidel de Ocampo (Talk 'N Text)
  - Arwind Santos (Petron Blaze)
  - James Yap (B-Meg)
- Second Mythical Team:
  - Jason Castro (Talk 'N Text)
  - Paul Lee (Rain or Shine)
  - Sonny Thoss (Alaska)
  - Jeffrei Chan (Rain or Shine)
  - Kelly Williams (Talk 'N Text)
- All-Defensive Team:
  - Marc Pingris (B-Meg)
  - Doug Kramer (Barako Bull)
  - Arwind Santos (Petron Blaze)
  - Jireh Ibañes (Rain or Shine)
  - Ryan Reyes (Talk 'N Text)

Prijzen uitgedeeld door de Filipijnse pers:
- Coach van het jaar: Yeng Guiao ((Rain or Shine)
- Mr. Quality Minutes: Larry Fonacier (Talk 'N Text)
- Comeback speler van het jaar: Mark Caguioa (Barangay Ginebra)
- Bestuurder van het jaar: Raymund Yu en Terry Que (Rain or Shine)
- Sportsmanship Award: Jayvee Casio (Powerade)
- Defensieve speler van het jaar: Jireh Ibañes (Rain or Shine)
- All-Rookie Team
  - Paul Lee (Rain or Shine)
  - JV Casio (Powerade)
  - Marcio Lassiter (Powerade/Petron Blaze)
  - Dylan Ababou (Barangay Ginebra)
  - James Sena (Air21)